# アルフ・インゲ・ハーランド
アルフ＝インゲ・ラスダル・ハーランド（ノルウェー語: Alf-Inge Rasdal Håland、1972年11月23日 - ）は、ノルウェーの元サッカー選手。息子のアーリング・ブラウト・ハーランドもまたサッカー選手である。

## 経歴
1990年にブリンFKでデビューし、以後1993年ノッティンガム・フォレストFCに移籍した後、レスター・シティFCとの試合でプレミアリーグにデビューした。その後は1997年にリーズ・ユナイテッドFCに入団して、1999-2000シーズンにクラブがUEFAカップの準決勝進出に貢献し、2000年にはマンチェスター・シティFCに所属を移した。
1994年にコスタリカ代表との試合でノルウェー代表としてデビューした。1994 FIFAワールドカップに代表入りし、メキシコ代表とイタリア代表とのグループリーグ2試合に出場した。そして、2001年のブルガリア代表との試合を最後に代表から引退し、代表としてAマッチ通算34試合に出場した。
リーズ・ユナイテッド所属だった1997年、マンチェスター・ユナイテッドFCとの試合中にロイ・キーンの前十字靭帯を損傷させ、これによりキーンは1年近くの間試合に復帰できなかった。ハーランドがマンチェスター・シティに移籍した後の2001年、マンチェスター・ユナイテッドとの試合で今度はキーンのタックルを受けてハーランドが左膝を損傷し、次の試合でも負傷が好転しなかったために膝の手術を受けた。その後、4回途中出場して復帰しようとしたが、最終的には完治に至らず、2003年に現役引退を宣言した。
以後、2011年の3ディビジョンでロスランドBKに現役復帰して1シーズンプレイした。 
| スタブアイコン | サブスタブ | この項目は、まだ閲覧者の調べものの参照としては役立たない、人物に関連した書きかけの項目です。この項目を加筆・訂正などしてくださる協力者を求めています（P:人物伝/PJ:人物伝）。 |